# Aprepitanto
Aprepitanto é um fármaco, utilizado na medicina como antiemético. Ele age antagonizando centralmente os receptores da substância p/neurocinina 1. É indicado na prevenção de náuseas e vômitos, frequentes na oncogênese. Este fármaco deve ser usado em associação com outros antieméticos.